# Resonanstunneldiode
En resonanstunneldiode eller RTD er en diode som på en lille del af sin overføringsfunktion har en negativ differentiel modstand.

En RTD minder om en tunneldiode i virkemåde, men har langt mindre parallelkapacitans og derfor er den hurtigere.
I 2012 blev det offentliggjort at Japanske forskere havde brudt den trådløse hastighedsrekord ved at overføre med 1,5Gbit/s, under anvendelse af RTD.